# Кукморский краеведческий музей
Кукморский краеведческий музей — городской музей, расположенный в г. Кукмор (Татарстан).

## Здание
Музей располагался на первом этаже в здании бывшей фабрики валяной обуви товарищества братьев Родигиных.
В 1997 году здание было включено в реестр архитектурных памятников, в 1998 году — в план реставрационных работ архитектурных памятников по РТ на 2000 год по программе «Мирас — Наследие» Министерства культуры РТ.
За период работы программы «Мирас — Наследие» была полностью проведена реставрация здания музея, и в декабре 2010 года состоялось его открытие, приуроченное к 80-летию образования Кукморского района.

## История создания
Кукморский краеведческий музей открыт 8 мая 1995 года по распоряжению главы администрации от 10.01.1995 года.
В 1996—2020 годах директором музея являлась Л. А. Давлетшина, с 2020 года — директор Р. М. Хасанова.

## Экспозиция
Основной фонд музея составляет 6225 экспоната, научно-вспомогательный — 2376. Всего: 8601 единиц хранения.
Экспозиция музея знакомит с историей края с древнейших времён до конца XX века.
Экспозиция на первом этаже рассказывает о археологии, о кустарных промыслах, о крестьянском восстании Пугачева и т. д. На втором этаже восстановлено обстановка кабинета директора валяной фабрики Комарова Н. В.
Широко представлены предметы из археологических раскопок поселка Кукмор, д. Маскара и Больше-Кукморского могильника — женские финно-угорские украшения, сделанные из серебряных монет.
Экспонируются изделия валяной фабрики, в том числе валенки с «мушками» (то есть вышитые), а также самовары, кумганы, медные подносы мастерской Володиных производства 1870—1890 годов.

## Галерея

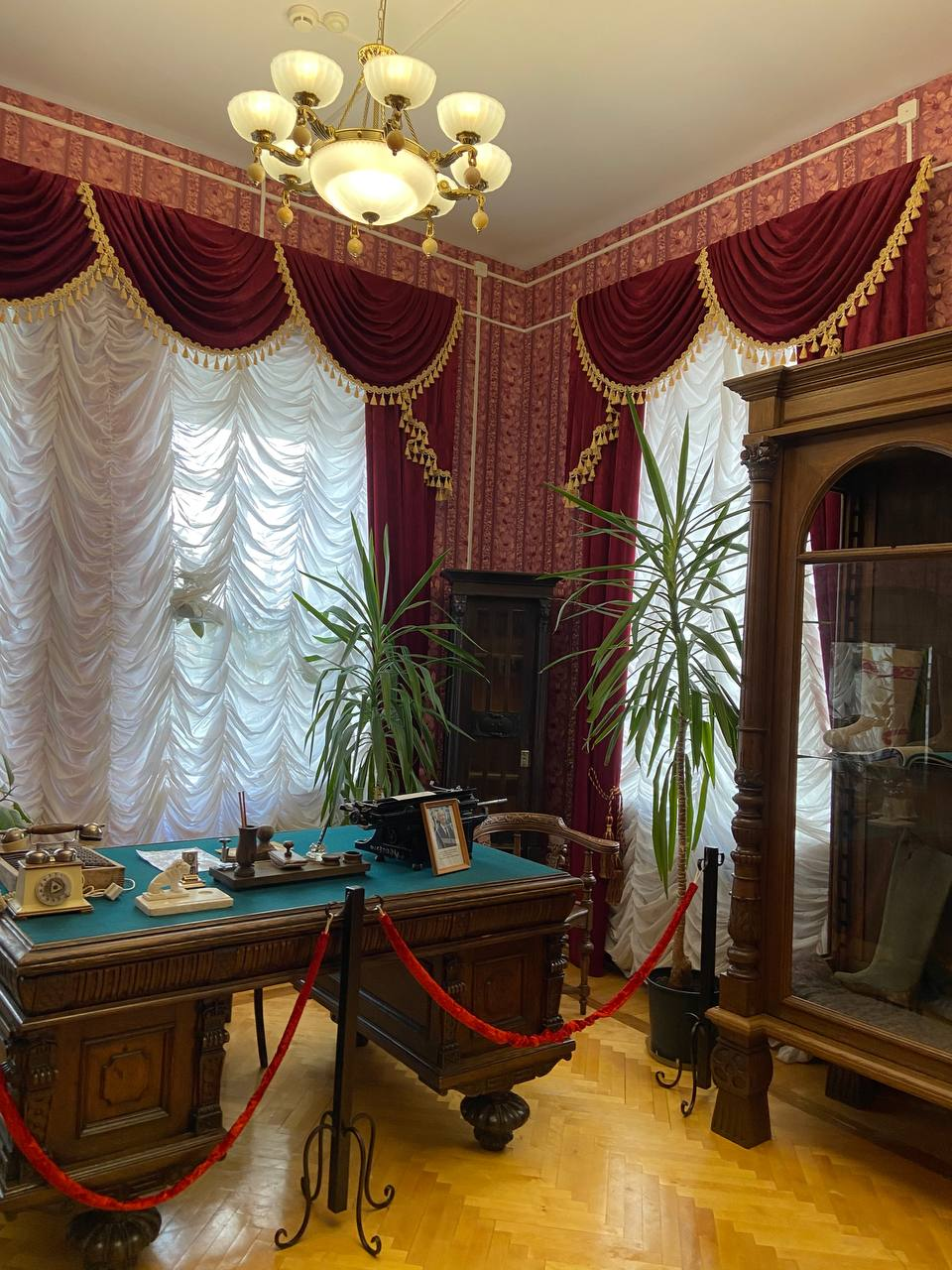
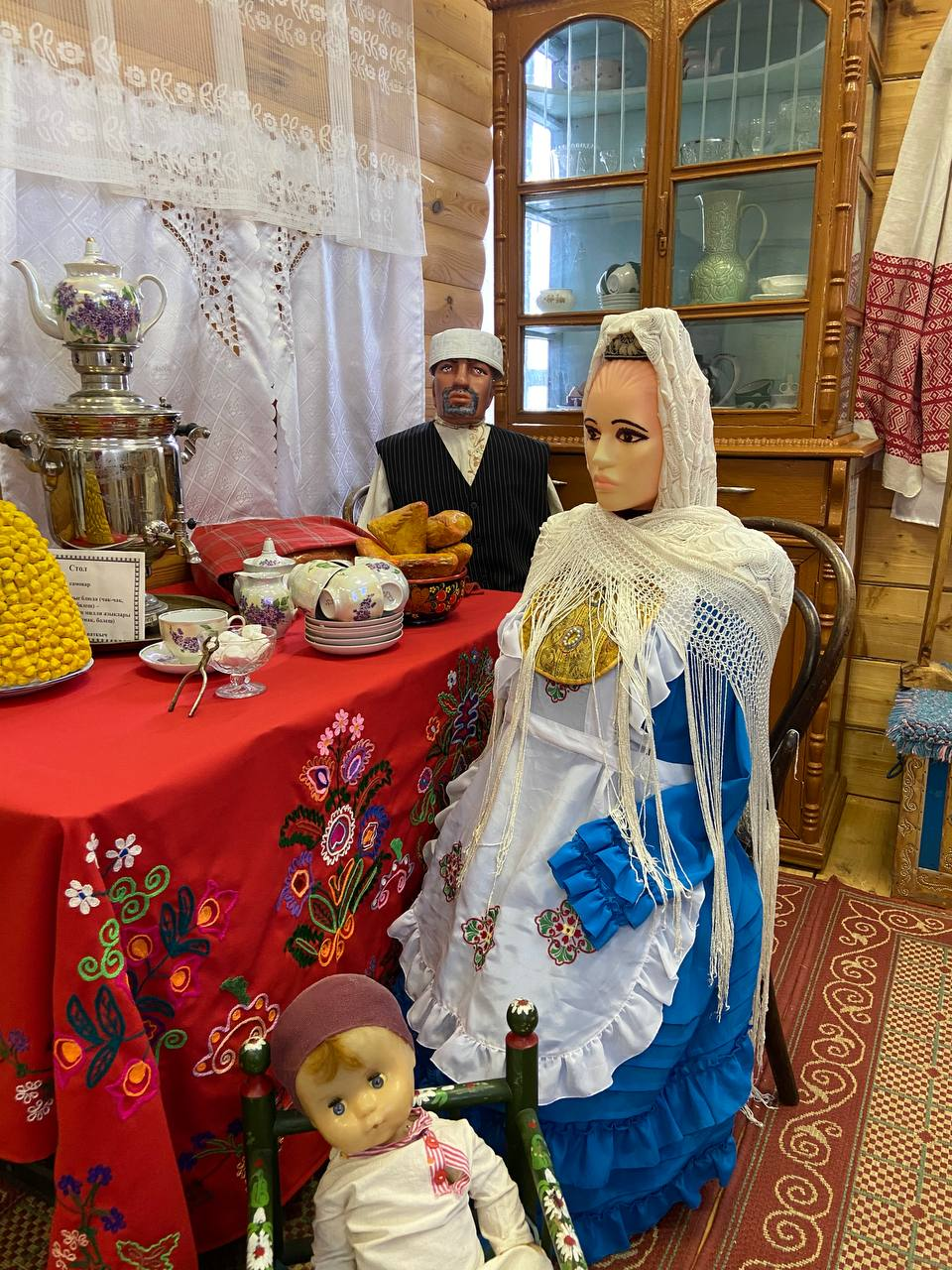
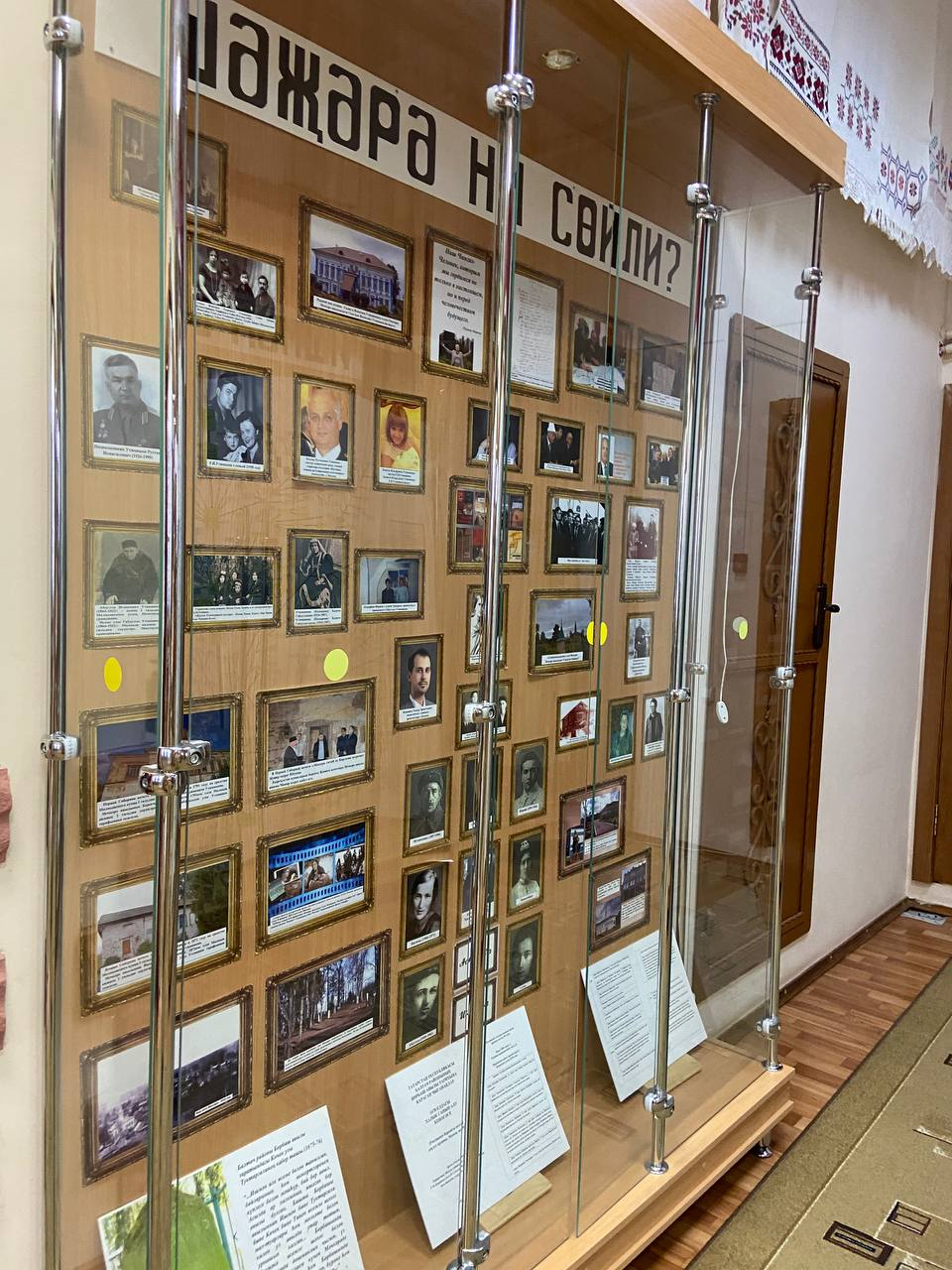
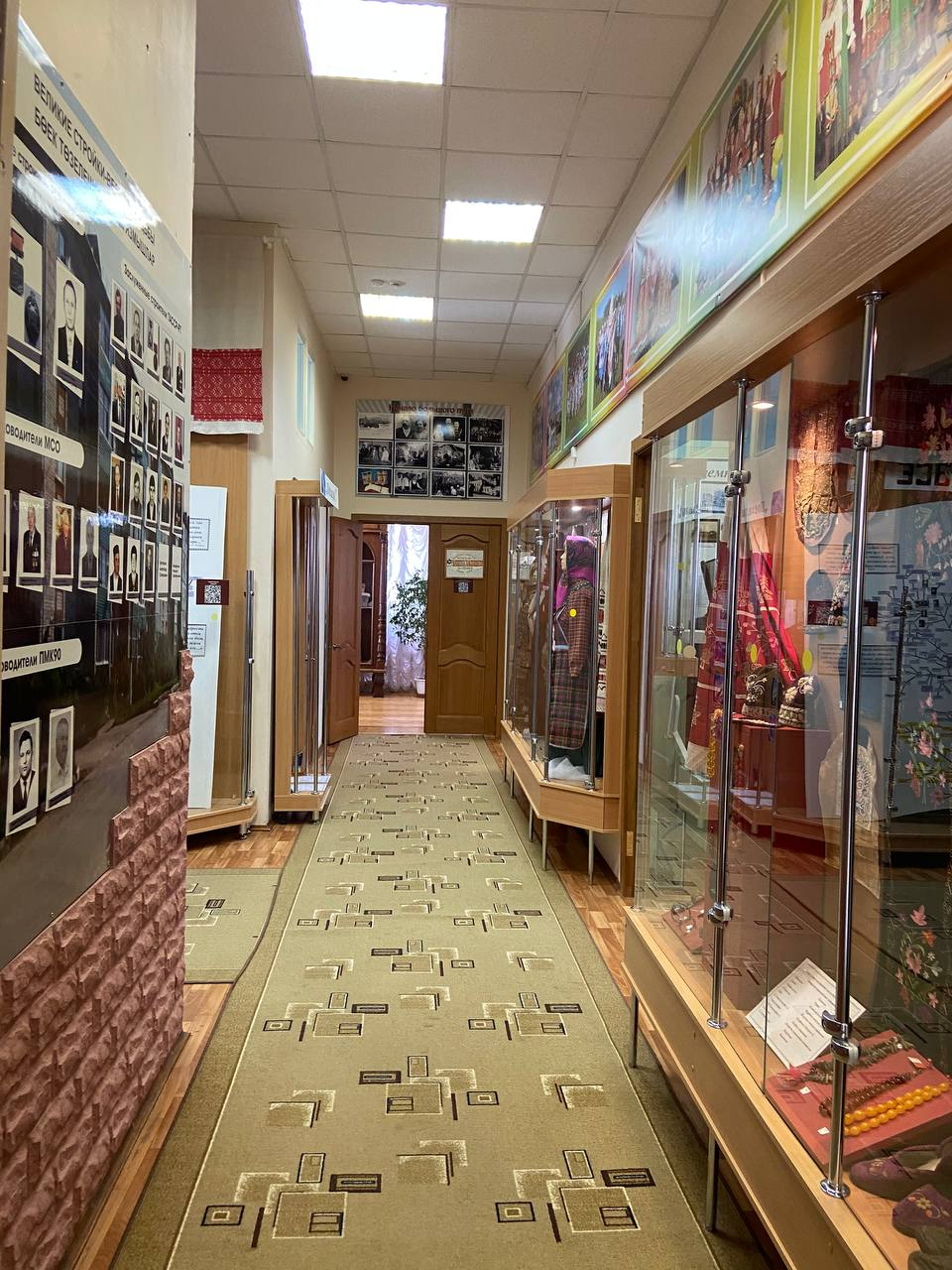
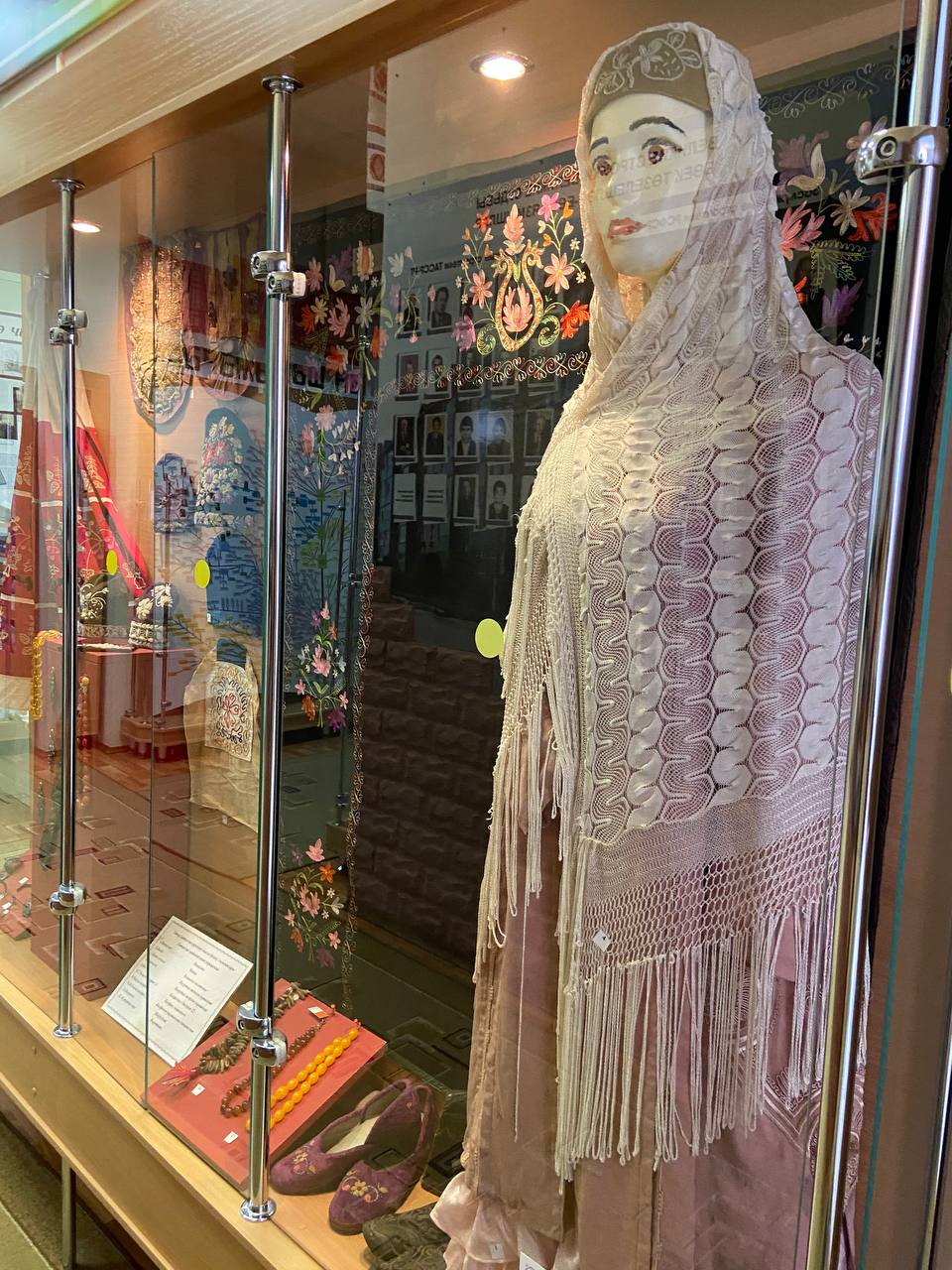

## См.также
Кукморские валенки